# Tommaso Dotti
Tommaso Dotti est un patineur de vitesse sur piste courte italien.

## Biographie
Il participe aux épreuves de patinage de vitesse sur piste courte aux Jeux olympiques de 2022 sur le relais masculin et remporte une médaille de bronze avec Andrea Cassinelli, Yuri Confortola et Pietro Sighel.